# Sikory (powiat płoński)
Sikory – wieś w Polsce położona w województwie mazowieckim, w powiecie płońskim, w gminie Raciąż.
| SIMC    | Nazwa              | Rodzaj    |
| ------- | ------------------ | --------- |
| 0123910 | Sikory-Bogusławice | część wsi |
| 0123926 | Sikory-Piotrowice  | część wsi |
| 0123932 | Sikory-Żelazki     | część wsi |

W latach 1975–1998 miejscowość należała administracyjnie do województwa ciechanowskiego.